# توماس فيرغسون
توماس فيرغسون (بالإنجليزية: Thomas Ferguson)‏ هو عالم سياسة أمريكي، ولد في 7 يوليو 1949.